# Isabella Blow

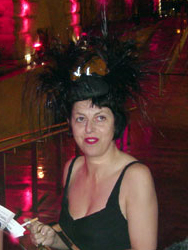
Isabella Blow beim Turner Prize (Dezember 2005)

Isabella Blow (* 19. November 1958 als Isabella Delves Broughton in London; † 7. Mai 2007 in Gloucester) war eine britische Stylistin, Modejournalistin und Mäzenatin. Sie entdeckte und förderte zahlreiche Modedesigner wie Alexander McQueen und Philip Treacy sowie Models wie Sophie Dahl und Stella Tennant.

## Kindheit und Jugend
Isabella Delves Broughton wurde als das älteste Kind von Sir Evelyn Delves Broughton, einem Offizier, und seiner zweiten Frau Helen Mary Shore, einer Rechtsanwältin, geboren. Ihr Vater war der einzige Sohn von Sir Henry Jock Delves Broughton, der das 34.000 Hektar große Familienanwesen in Cheshire verkaufen musste, um seine Spielschulden zu begleichen. Jock Delves Broughton geriet weiterhin in die Schlagzeilen, als er vor Gericht wegen Mangels an Beweisen vom Mordvorwurf an Josslyn Hay, dem 22. Earl of Erroll, freigesprochen wurde, und sich kurze Zeit später selbst tötete.
Isabellas jüngerer Bruder ertrank im Alter von zwei Jahren im Swimmingpool der Familie. Diese Tragödie führte zu einer Zerrüttung der Ehe der Eltern. Isabellas Eltern trennten sich 1972 und das Verhältnis insbesondere zum Vater verschlechterte sich zusehends. Isabella wurde von der Erbfolge weitgehend ausgeschlossen. Als der Vater 1993 starb, erbte Isabella von seinem Sieben-Millionen-Pfund-Vermögen nur 5.000 Pfund.

## Karriere
Sie erhielt ihre schulische Ausbildung in der Heathfield School in Ascot. Zur Sicherung ihres Lebensunterhaltes arbeitete sie unter anderem als Putzfrau.
Um an der Columbia University Chinesische Kunst zu studieren, ging sie 1978 nach New York. Nach Abbruch des Studiums arbeitete sie in Texas bei Guy Laroche. Nach ihrer Rückkehr nach New York heiratete sie 1981 Nicolas Taylor und lernte Bryan Ferry kennen, der sie Anna Wintour von der amerikanischen Vogue vorstellte. Mit Bryan Ferry sollte sie eine lebenslange Freundschaft verbinden.
Ihren gesellschaftlichen Durchbruch erzielte Isabella Blow durch ihre Arbeit als Vogue-Redaktionsassistentin bei Anna Wintour, die ihr den Zugang zu New Yorker Künstlerkreisen um Roy Lichtenstein und Andy Warhol verschaffte.
Im Jahr 1986 kehrte sie nach London zurück und arbeitete für Michael Roberts, den Style and Art Director beim Magazin Tatler. Nachdem ihre Ehe mit Nicholas Taylor bereits 1983 gescheitert war, war sie seit 1988 mit dem Kunsthändler Detmar Hamilton Blow liiert. Im Jahr 1989 lernte sie im Royal College of Art den Modisten Philip Treacy kennen. Er entwarf 1989 ihren Hochzeitshut in Form einer mittelalterlichen Spitzenhaube und sie sollte bis zu ihrem Lebensende als seine Muse die Karriere Treacys wesentlich positiv beeinflussen. Seiner Mentorin Isabella Blow widmete Philip Treacy 2002 im Londoner Design Museum die Ausstellung When Philip Met Isabella mit allen Hutentwürfen, die er seit 1990 für sie kreiert hatte.
Isabella Blow arbeitete zwischen 1997 und 2001 als Chefin des Mode- und Styleressorts des Sunday Times Style Magazins. 2001 kehrte sie als Fashion Director zum Tatler zurück. Ihr Arbeitsstil ist in dieser Zeit durch provokante und extravagante Fotoshootings charakterisiert, wie beispielsweise ihre Kampagne „See nipples and die“. Sie arbeitete in Fotokampagnen mit berühmten und provokanten Fotografen wie Steven Meisel zusammen.
Drei Jahre nach der Entdeckung von Philip Treacy, der in ihrem Londoner Haus ein Atelier eröffnete, entdeckte sie 1992 an der Central Saint Martins College of Art and Design den Master of Arts-Studenten Alexander McQueen. Von seiner Kreativität überzeugt, kaufte sie seine gesamte Abschlusskollektion für 5000 £ und ebnete ihm den Weg, der Alexander McQueen zu Givenchy als Nachfolger für John Galliano führen sollte. Auch für McQueen wurde Isabella Blow Muse, Protegé und Mentorin. Nach seinem Durchbruch in der Modewelt verkaufte Alexander McQueen Ende 2000 sein Label an die Gucci-Gruppe, ohne Blow eine Position im neuen Label anzubieten. Dies führte bei ihr zunehmend zu einer starken Verbitterung.
Sie arbeitete als Beraterin für Firmen wie DuPont, Swarovski und Lacoste.
Im Jahr 2004 hatte Blow einen Cameo-Auftritt in dem Film Die Tiefseetaucher (The Life Aquatic with Steve Zissou) von Wes Anderson.
Kurz vor ihrem Tod arbeitete sie an Buchprojekten über Mode im arabischen Raum, die von dem kuwaitischen Unternehmer Sheikh Majed al-Sabah produziert wurden.

## Krankheit und Tod
In den letzten Lebensjahren begann ihr Einfluss auf die Modeszene zu schwinden. Sie fühlte sich von denen, die sie protegiert hatte, verlassen und wurde zunehmend depressiv. Insbesondere die Nichtberücksichtigung durch Alexander McQueen beim Wechsel zu Givenchy habe sie sehr getroffen. Ein unerfüllter Kinderwunsch und eine Ehekrise in den Jahren 2004 und 2005 verstärkten die psychischen Probleme. In dieser Zeit wurde bei ihr eine bipolare Störung diagnostiziert und behandelt. Im Jahr 2005 wurde bei ihr ein Ovarialkarzinom festgestellt. Sie unternahm in den Folgejahren mehrere Suizidversuche. Am 7. Mai 2007 starb sie in einem Krankenhaus, nachdem sie sich am Vortag mit dem Unkrautvertilgungsmittel Paraquat vergiftet hatte.
Zu ihrem Begräbnis am 15. Mai 2007 in der Gloucester Cathedral erschienen zahlreiche Prominente aus der Modeszene und der Unterhaltungsbranche. Sie wurde in einem rot-goldenen Brokat-Kleid von Alexander McQueen aufgebahrt. Den Sarg dekorierte Philip Treacy mit einem schwarzen Fregattenhut. Ihr langjähriger Freund Rupert Everett hielt die Grabrede, der Sarg wurde unter anderem von ihrem Patenkind Otis Ferry, dem Sohn von Bryan Ferry, getragen.

## Ehrungen

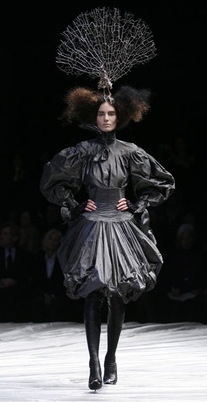
Alexander McQueens Modell „The girl who lived in the tree“ mit einer Hutkreation von Philip Treacy (2008)

Alexander McQueen widmete seine Kollektion 2008, die er zusammen mit Hutkreationen von Philip Treacy präsentierte, Isabella Blow. Die Einladungskarten zeigten Blow in einem McQueen-Kleid mit einem Treacy-Hut, auf einer Kutsche sitzend, die zum Himmel aufsteigt. Auch Isabella Blows langjähriger Freund Bryan Ferry widmete sein im Jahr 2010 erschienenes Album Olympia der verstorbenen Mode-Ikone.
Ursprünglich war geplant, bei Christie’s 90 Alexander-McQueen-Outfits und 50 Treacy-Hüte sowie Fotografien von Karl Lagerfeld und Mario Testino zu versteigern. Die Versteigerung wurde abgesagt, nachdem Blows Freundin Daphne Guinness die gesamten Ausstellungsstücke gekauft hatte.
Im Jahr 2010, kurz nach dem Suizid Alexander McQueens, wurde die Rose Alexander’s Issie vorgestellt, die von dem Modeschöpfer in Erinnerung an seine Mentorin ausgesucht wurde.
Im Oktober 2011 kaufte die National Portrait Gallery mit finanzieller Unterstützung von Daphne Guinness ein Doppelporträt von Isabella Blow und Alexander McQueen von David LaChapelle aus dem Jahr 1996. Beide tragen Kreationen des Designers selbst, Isabelle Blow zusätzliche einen Philip-Treacy-Hut.

## Isabella Blow Foundation
Zum Andenken an Isabella Blow wurde eine gemeinnützige Stiftung gegründet, die junge britische Mode- und Kunststudenten finanziell unterstützt und beim Karrierestart behilflich sein soll. Die Foundation hat sich zur Aufgabe gestellt, die Sammlung der Modeentwürfe von Isabella Blow zu erhalten und möglichst einer breiten Öffentlichkeit weltweit in Ausstellungen zu präsentieren. Ein weiteres Stiftungsziel ist die Unterstützung von Forschungsvorhaben und karitativen Vereinigungen, die sich für die Erforschung und Bewältigung von Depressionen und psychischen Krankheiten einsetzen. Der Erlös von Versteigerungen und Ausstellungen, wie beispielsweise der Fashion Galore!-Ausstellung, kommen zu Teilen der Stiftung zugute.

## Ausstellungen
- When Philip met Isabella (2001)
- Isabella Blow: Fashion Galore! im Somerset House (2013 bis 2014)[12]